# Họ Rắn mống
Họ Rắn mống (danh pháp khoa học: Xenopeltidae) là một họ đơn chi, chỉ chứa 1 chi duy nhất với danh pháp Xenopeltis và 2 loài rắn, được tìm thấy ở Đông Nam Á. Các thành viên trong họ này được biết đến vì lớp vảy phát ra ngũ sắc dưới ánh nắng. Hiện tại, người ta công nhận 2 loài nhưng không ghi nhận một phân loài nào cả

## Miêu tả
Rắn trưởng thành có thể dài tới 1,3 m (51 inch). Các vảy trên đầu là các tấm lớn giống như ở các loài trong họ Rắn nước (Colubridae), trong khi các vảy bụng chỉ hơi bị tiêu giảm. Không có các cơ quan vết tích ở phần khung chậu.
Kiểu màu phần lưng là nâu hay nâu ánh đỏ hoặc ánh đen. Phần bụng có màu xám trắng không có họa tiết trang trí. Vảy có tính chất ngũ sắc cao, tạo ra màu sắc óng ánh dưới ánh sáng.

## Phân bố
Hai loài rắn mống được tìm thấy trong khu vực Đông Nam Á, từ Andaman và Nicobar kéo dài về phía đông qua Myanma vào Hoa Nam, Thái Lan, Lào, Campuchia, Việt Nam, bán đảo Mã Lai và Đông Ấn tới Sulawesi, cũng như Philippines.

## Tập tính và thức ăn
Các loài rắn này là động vật chuyên đào bới, phần lớn thời gian sống chui rúc. Chúng chỉ bò ra vào lúc chạng vạng để kiếm thức ăn là các loài ếch nhái, rắn và thú nhỏ. Chúng không có nọc độc và giết chết con mồi bằng cách quấn và co cơ giống như trăn.

## Các loài
| Loài           | Tác giả định danh | Tên gọi           | Phân bố |
| -------------- | ----------------- | ----------------- | --- |
| X. hainanensis | Hu & Zhao, 1972   | Rắn mống Hải Nam  | Trung Quốc: từ Chiết Giang về phía tây tới Quảng Tây và về phía nam tới Hải Nam. |
| X. unicolorT   | Reinwardt, 1827   | Rắn mống, hổ hành | Myanma (Tenasserim), Andaman và Nicobar, Hoa Nam (Quảng Đông và Vân Nam), Thái Lan, Lào, Campuchia, Việt Nam, Tây Malaysia, đảo Penang, Singapore và Đông Malaysia (Sarawak). Tại Indonesia nó sinh sống trên các đảo thuộc quần đảo Riau, Bangka, Belitung, Sumatra, We, Simalur, Nias, Mentawai (Siberut), Borneo, Java và Sulawesi. Tại Philippines có trên các đảo Balabac, Bongao, Jolo và Palawan. |

*) Không bao gồm phân loài nguyên chủng.

T) Loài điển hình.

## Nuôi nhốt
Các loài rắn này hiếm khi được nuôi làm con vật cảnh do tỷ lệ chết cao của chúng trong tình trạng nuôi nhốt. Việc vận chuyển cũng như sáu tháng đầu tiên trong nuôi nhốt là rất căng thẳng đối với chúng, thường làm chúng bị chết. Chúng cũng là những loài rất kén chọn trong việc chăm sóc, với tỷ lệ chết non cao. Những con nuôi nhốt đòi hỏi phải có môi trường với nhiệt độ ít thay đổi (đủ ấm nhưng không nóng) và chất nền dễ dàng đào bới. Nơi nuôi chúng nên ở trong tình trạng yên tĩnh.